# Château de Nazelles
Le château de Nazelles a été construit à  Caudecoste, dans le département de Lot-et-Garonne.

## Histoire
Le château de Nazelles se trouve sur l'ancien fief des du Cauzé de Nazelle. Il a été construit d'après la tradition locale à la fin du XVIIe siècle par Jean Charles du Cauzé de Nazelle qui a dénoncé en 1674 la conspiration du chevalier de Rohan. Il a été nommé lieutenant des maréchaux de France pour la province de Guyenne. 
Un autre Jean-Charles du Cauzé de Nazelle, écuyer, sieur de Lille arrière grand-oncle du premier marquis du Cauzé de Nazelle, titre donné en 1753 par Louis XV à Louis-Charles-Victor du Cauzé de Nazelle, avait été marié le 20 juin 1654 avec noble Jeanne-Antoinette de La Brunetière, dame de Castelvieilh, dont le château est situé près de Feugarolles.
Le commun sud a été ajouté en 1825.
Jeanne Debat-Ponsan , née le 30 juillet 1879 à Paris et morte le 13 septembre 1929 à Parnay, est l'une des premières femmes médecin françaises du XIXe siècle. Elle est la fille aînée du peintre Édouard Debat-Ponsan, et la sœur de l'architecte Jacques Debat-Ponsan. Elle avait hérité du château par son père.
Les façades et les toitures du château, le pigeonnier, la grande allée divisée en deux parties par la voie communale no 10, avec les quatre piliers de ses anciens portails ont été inscrits monument historique le 24 mars 1997.